# Battle of the Sexes (película)
Battle of the Sexes (titulada en español, La batalla de los sexos) es una película de 2017 dirigida por Jonathan Dayton y Valerie Faris y escrita por el guionista británico Simon Beaufoy.
La película está basada en el partido de tenis celebrado en el año 1973 que enfrentó a la Billie Jean King y Bobby Riggs. El filme está protagonizado por Emma Stone y Steve Carrell como King y Riggs respectivamente. También participan Andrea Riseborough, Elisabeth Shue, Austin Stowell, y Sarah Silverman. 
La premier de la película fue en el Festival de cine de Telluride el 2 de septiembre de 2017. El estreno en EE. UU. tuvo lugar el 22 de septiembre de 2017. Las críticas de este film son mayoritariamente positivas, y algunos críticos calificado la actuación de Emma Stone como la mejor de su carrera.

## Reparto
- Emma Stone como Billie Jean King.
- Steve Carell como Bobby Riggs.
- Andrea Riseborough como Marilyn Barnett, peluquera de King y amante de Billie Jean.
- Sarah Silverman como Gladys Heldman, la fundadora de la revista World Tennis.
- Bill Pullman como Jack Kramer.
- Alan Cumming como Ted Tinling, diseñador de moda y amigo de King.
- Elisabeth Shue como Priscilla Wheelan, esposa de Bobby Riggs.
- Austin Stowell como Larry King, marido de Billie Jean King.
- Natalie Morales como Rosie Casals, jugadora profesional de tenis.
- Eric Christian Olsen como Lornie Kuhle, joven tenista y consejero de Bobby Riggs.
- Lewis Pullman como Larry Riggs, hijo de Bobby Riggs.
- Jessica McNamee como la tenista Margaret Court.
- Martha MacIsaac como Jane Bartkowicz.
- Wallace Langham como Henry.
- Mark Harelik como Hank Greenberg.
- Fred Armisen como Rheo Blair.
- Chris Parnell como DJ.
- John C. McGinley como Herb.

## Argumento
La película gira en torno al partido que enfrentó a Billie Jean King (Emma Stone) y Bobby Riggs (Steve Carell) en el año 1973, entrelazando estos hechos con las vidas personales de los protagonistas. 
King y Gladys Heldman (Sarah Silverman) se enfrentan a Jack Kramer (Bill Pullman) quien ha anunciado un torneo de tenis en el que el premio mayor para las mujeres es una octava parte del premio masculino, a pesar de la igualdad de ventas de entradas. King y Heldman amenazan con comenzar su propia gira, pero Kramer no cambiará los términos, citando la inferioridad del tenis femenino. King y Heldman deciden crear una nueva asociación femenina de tenis al margen de la oficial y como consecuencia Kramer las expulsa. La gira de mujeres tiene problemas hasta que Heldman gana un lucrativo patrocinio de Virginia Slims cigarrillos. Billie Jean comienza una aventura con Marilyn Barnett (Andrea Riseborough), su peluquera, amenazando su matrimonio con Larry King (Austin Stowell).Mientras tanto, el matrimonio de Riggs con la Priscilla Wheelan (Elisabeth Shue) está en problemas debido a su adicción al juego. Expulsado de su casa cuando no puede ocultar un Rolls Royce que ganó en una apuesta relacionada con el tenis, se topa con la idea de un desafío contra la jugadora más importante, presumiendo de que incluso a los 55 años puede vencer a cualquier mujer. King declina, pero Margaret Court (Jessica McNamee), quien recientemente venció a King en la final del torneo femenino de Virginia Slims, acepta. Riggs derrota fácilmente a Court y King decide que ella tiene que aceptar su desafío. King entrena intensamente, mientras que Riggs se relaja. King se opone a Kramer como locutor del juego, amenazando con no jugar a menos que se retire, lo que hace. El partido inicia reñido, no obstante, la falta de preparación de Riggs se hace notar, por lo que King termina ganando con facilidad.

## Producción
El proyecto se anunció en abril de 2015. Brie Larson fue, por un breve período de tiempo, la elegida para interpretar el papel de Billie Jean King, debido a conflictos de programación los responsables de la película terminaron decantándose por Emma Stone. El 3 de marzo de 2016, Andrea Riseborough fue elegida para interpretar a Marilyn Barnett, la peluquera y amante de King. Más tarde ese mes, tres actores más fueron elegidos, Elisabeth Shue como la esposa de Riggs; Austin Stowell como Larry King, el esposo de Billie Jean; y Sarah Silverman como Gladys Heldman, fundadora de la revista World Tennis. Cuatro actores se unieron al elenco en abril: Eric Christian Olsen como Lornie Kuhle, Jessica McNamee como la tenista Margaret Court, Alan Cumming como el diseñador Ted Tinling y Natalie Morales como jugadora Rosie Casals.
El rodaje de la película comenzó en Los Ángeles el 13 de abril de 2016, con un presupuesto de más de $ 25 millones.
Para las escenas de los partidos de tenis, los tenistas Kaitlyn Christian y Vince Spadea fueron los dobles de cuerpo de Stone y Carell, respectivamente.

## Lanzamiento
La batalla de los sexos tuvo su estreno mundial en el Festival de Cine de Telluride el 2 de septiembre de 2017. También se proyectó en el Festival Internacional de Cine de Toronto el 10 de septiembre de 2017, y lo hará en el BFI London Film Festival el 7 de octubre de 2017. La película comenzó un lanzamiento limitado en los Estados Unidos el 22 de septiembre de 2017, antes de expandirse la semana siguiente. En España se estrenó el 3 de noviembre de 2017 bajo la distribuidora Twentieth Century Fox España.

## Taquilla
En su fin de semana de estreno en Estados Unidos, la película recaudó  515,450 $ un promedio de 24,545$ por cine. La película se expandió el viernes siguiente, donde se lanzó junto con los estrenos de Flatliners, Til Death Do Us Part y American Made, y se estimó que tendría una recaudación aproximada de 6 millones de dólares ya que se estrenó en 1.213 cines durante ese fin de semana. Terminó ganando 3,4 millones de dólares durante el fin de semana, terminando sexta en la taquilla. Aunque no es una mala recaudación, el portal Deadline.com notó que la película había decepcionante debido a la expectación suscitada por su elenco y las críticas positivas. La semana siguiente, la película se estrenó en otros 609 cines y ganando así 2.4 millones de dólares, cayendo solo un 30%.

## Crítica
En el sitio web de reseñas cinematográficas Rotten Tomatoes, la película tiene una calificación de aprobación del 84% sobre la base de 181 revisiones, con una calificación promedio de 7.2 / 10. El consenso crítico del sitio dice: «La batalla de los sexos convierte los acontecimientos de la vida real en una comedia dramática que agrada a las multitudes y que se entretiene con habilidad, al mismo tiempo que sirve una salva de paralelismos actuales». Metacritic asignó a la película un puntuación promedio ponderada de 73 de 100, con base en 44 críticas, lo que indica "revisiones generalmente favorables". Las audiencias encuestadas por CinemaScore dieron a la película una calificación promedio de "A" en una escala de A + a F.